# Annerösli Zryd
Annerösli Zryd, švicarska alpska smučarka, * 3. maj 1949, Adelboden.
Največji uspeh kariere je dosegla na Svetovnem prvenstvu 1970, kjer je osvojila naslov svetovne prvakinje v smuku. Nastopila je na Olimpijskih igrah 1968.  V svetovnem pokalu je tekmovala štiri sezone med letoma 1967 in 1970. 